# 狭山公園

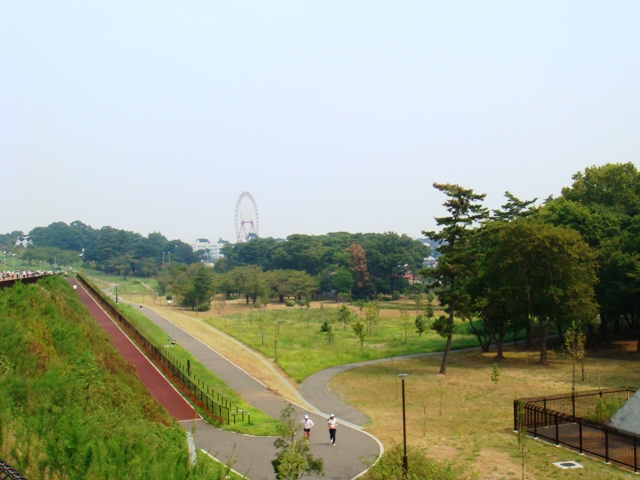
狭山公園

狭山公園（さやまこうえん）は、東京都東村山市・東大和市にまたがる都立公園。狭山丘陵南部の東京都立狭山自然公園内に位置する5つの公園の一つである。

## 概要
旧東京市が水源確保のため、1928年（昭和3年）に村山貯水池（多摩湖）、1934年（昭和9年）に山口貯水池（狭山湖・埼玉県内）を完成させた後、丘陵の環境や歴史に配慮しつつ水源地周辺の環境を保全するため1937年（昭和12年）に村山貯水池のダムの下部の敷地に整備された。主な公園施設として管理事務所、太陽広場、宅部池、風の広場がある。
湖を一周するサイクリングコースが整備されている。また、桜の名所でもある。

## 基本情報
- 名称 都立狭山公園
- 開園日 1937年（昭和12年）4月29日[3]
- 公園種別 都市緑地[3]
- 開園面積 234,915.33m2（2021年（令和3年）12月1日現在）[3]

都市計画上は都市計画狭山緑地（立川都市計画緑地第6号及び東村山都市計画緑地第6号狭山緑地、面積365.32ha）のうち村山貯水池の堰堤の東側に広がる。

## アクセス
- 西武多摩湖線多摩湖駅から徒歩3分[4][5]。公園の南側出口からは西武多摩湖線武蔵大和駅が近い。